# Екатеринославка (Алтайский край)
Екатеринославка — упразднённое село в Кулундинском районе Алтайского края. Находилось на территории Октябрьского сельсовета. Точная дата упразднения не установлена.

## География
Село располагалось в 6 км к западу от села Эстлань.

## История
Основано в 1908 году немецкими переселенцами из Причерноморья. До 1917 года менонитское село Троицкой волости Барнаульского уезда Томской губернии. Меннонитская община Гнаденталь. Численность населения по состоянию на 1926 год составляла 189 человек.. В 1928 году посёлок Екатеринославский состоял из 38 хозяйств, в составе Ново-Покровского сельсовета Ключевского района Славгородского округа Сибирского края, основное население — немцы.